# Ostiolum medioplexus
Ostiolum medioplexus är en plattmaskart. Ostiolum medioplexus ingår i släktet Ostiolum och familjen Haematoloechidae. Inga underarter finns listade i Catalogue of Life.